# Sky (киберспортсмен)
Ли Сяофэ́н (кит. упр. 李晓峰, пиньинь Li Xiaofeng; род. 16 мая 1985, Жучжоу, Хэнань), также известный под ником Sky — китайский киберспортсмен, игрок в Warcraft III за расу людей. Двукратный чемпион мира по Warcraft III (World Cyber Games 2005 и 2006). Во время карьеры считался одним из лучших игроков в Warcraft III в мире. В 2008 году Sky стал одним из главных героев нидерландского документального фильма о киберспортсменах. Появлялся как приглашённая звезда в 32 серии китайского сериала «Правила стрима».

## Карьера
Ли Сяофэн получил международную известность после занятого третьего места на турнире World e-Sports Games, проходившем в Сеуле в 2005 году. На протяжении всего оставшегося сезона он показывал выдающуюся игру, победив на ACON 5 и заняв четвёртое место на Electronic Sports World Cup 2005. Однако наибольшим сюрпризом стала его победа на World Cyber Games 2005 в конце сезона, так как за первое место на самом престижном турнире сезона боролись Манюэл Схенкхёйзен и Даэ Хуй Чо[кто?].
2006 год Ли Сяофэн начал в качестве одного из самых успешных игроков предыдущего сезона и продолжил выделяться среди других игроков, отличаясь хорошим микроменеджментом, а также зрелостью стратегии и мышления. «Sky» стал призёром многих крупнейших турниров 2006 года, подойдя к чемпионату мира в хорошей форме. В финальной части World Cyber Games 2006 Ли Сяофэн остался непобеждённым, пройдя трудный путь к чемпионству. На пути ко второй подряд золотой медали были обыграны Манюэл Схенкхёйзен и Йоан Мерло. «Sky» стал первым игроком в Warcraft III, сумевшим защитить свой титул чемпиона WCG, и был включён в «Зал Славы» чемпионата.
В следующем году «Sky» проиграл в финале World Cyber Games 2007, получив серебряную медаль.
В 2008 году был выпущен нидерландский документальный фильм «Больше, чем игра» в котором Sky стал одним из главных героев.

## Стиль игры
Хотя игра за альянс зачастую подразумевала накопление денег и выход в поздние стадии, Sky играл очень агрессивно и был опасен на всех стадиях игры, побеждал своих противников с помощью высочайшего уровня микро контроля наряду с постоянным давлением.

## Призовые
За свою карьеру Ли Сяофэн заработал более 157 тысяч долларов:
- 2005 год — 29 000 $
- 2006 год — 43 930 $
- 2007 год — 35 225 $
- 2008 год — 38 088 $
- 2009 год — 10 850 $

## Достижения
2005 год
- WEG 2005 Season I (Южная Корея, Сеул) — 5000 $
- World Cyber Games 2005 (Сингапур, Сантек-Сити) — 20 000 $

2006 год
- CEG Xi’an Tour (Китай, Сиань) — 930 $
- WEG Masters (Китай, Ханчжоу) — 2000 $
- ESWC 2006 Grand Final (Франция, Париж) — 6000 $
- World Cyber Games 2006 (Италия, Монца) — 25 000 $
- IEST 2006 (Китай, Пекин) — 10 000 $

2007 год
- WWW 2007 Season II (Южная Корея, Сеул) — 8000 $
- WSVG China Stop (Китай, Ухань) — 2500 $
- WWW 2007 Season III (Южная Корея, Сеул) — 2000 $
- China versus Korea Series Season II — 1333 $
- World Cyber Games 2007 (США, Сиэтл) — 8000 $
- IEST 2007 (Китай, Пекин) — 4000 $
- CEG Changchun Tour (Китай, Чанчунь) — 725 $

2008 год
- PGL Season II (Китай, Пекин) — 3000 $
- Race War Season III — 60 0$
- Dream Cup Season II #10 — 80 $
- Neo Star League Season 2 Finals (Китай, Шанхай) — 7000 $
- ESWC Masters Paris (Франция, Париж) — 1500 $
- Dream Cup Season III finals — 200 $
- ESWC 2008 Grand Final (США, Сан-Хосе) — 7000 $
- EM III Global Challenge Seoul (Южная Корея, Сеул) — 1500 $
- CEG Beijing Tour (Китай, Пекин) — 2900 $
- IEF 2008 (Китай, Ухань) — 5808 $
- WGT 2008 Global Final (Китай, Пекин) — 1450 $
- CEG Chengdu Tour (Китай, Чэнду) — 2930 $

2009 год
- EM III Continental Finals Asia (Китай, Чэнду) — 5000 $
- G-League 2008 Season III Finals (Китай, Шанхай) — 731 $
- PGL Championship Challenge (Китай, Пекин) — 1465 $
- Razer DreamCup SeasonVI
- EM 4 Global Challenge Chengdu (Китай, Чэнду) — 1500 $

## Награды
- Игрок 2006 года по версии GGL[4]
- Член «Зала Славы» World Cyber Games
- Лучший китайский игрок 2008 года по версии ESports Award